# Plectromerus acunai
Plectromerus acunai là một loài bọ cánh cứng trong họ Cerambycidae.